# Яйссле, Маттиас
Маттиас Яйссле (нем. Matthias Jaissle; род. 5 апреля 1988[…], Нюртинген) — немецкий футболист, выступавший на позиции защитника; тренер.

## Игровая карьера
«Хоффенхайм»
Начинал тренироваться в команде «Неккартайльфинген», располагающейся в Нюртингене. В 13 лет перешёл в академию «Штутгарта», самую крупную футбольную академию земли Баден-Вюртемберг. В 2006 году закончил её, и попал сразу под поле зрения «Хоффенхайма», который имел неплохие связи с руководством «Штутгарта». Уже зимой 2007 года Маттиас стал игроком «Хоффенхайма» и 24 марта дебютировал в Регионаллиге Зюд против второй команды «Штутгарта», с которой он собирался подписывать контракт. Матч закончился победой синих со счётом 3:0, Маттиас на 77-й минуте заменил Сеяда Салиховича.
16 августа 2008 года Маттиас дебютировал в Бундеслиге в выездном матче против «Энерги», закончившемся победой «Хоффенхайма» со счётом 3:0. На 45-й минуте Яйссле заменил Пера Нильссона. Всего в дебютном для себя и для команды сезоне в Бундеслиге провёл 22 матча.
Весной 2009 года получил тяжёлую травму крестообразной связки левого колена и был вынужден перенести сложную операцию, восстановление от которой заняло полтора года. В октябре 2010 года вернулся на поле, однако из-за последствий травмы не сумел выйти на свой уровень и в 2013 году завершил карьеру игрока в возрасте 25 лет.

## Тренерская карьера
В 2015 году Яйссле приступил к тренерской работе, тренируя юношеские команды «РБ Лейпциг» и «Ред Булл» (Зальцбург), а также работая ассистентом главного тренера датского клуба «Брондбю».
«Ред Булл Зальцбург»
4 января 2021 года начал самостоятельную тренерскую работу, возглавив австрийский клуб «Лиферинг», выступающий в Первой лиге и являющийся фарм-клубом зальцбургского «Ред Булла».
1 июля 2021 года стал главным тренером клуба «Ред Булл» (Зальцбург), подписав трёхлетний контракт и сменив на посту Джесси Марша.

## Достижения

### Достижения в качестве тренера
«Ред Булл» Зальцбург
- Чемпион Австрии: 2021/22, 2022/23
- Обладатель Кубка Австрии: 2021/22